# Афанасьевка (приток Тимшора)
Афанасьевка — река в России, протекает по Гайнскому району Пермского края. Устье реки находится в 136 км по правому берегу реки Тимшор. Длина реки составляет 10 км. 
Исток реки на Северных Увалах южнее горы Сотчемъель (217 м НУМ). Река течёт на юг по ненаселённому лесному массиву. 

## Данные водного реестра
По данным государственного водного реестра России относится к Камскому бассейновому округу, водохозяйственный участок реки — Кама от истока до водомерного поста у села Бондюг, речной подбассейн реки — бассейны притоков Камы до впадения Белой. Речной бассейн реки — Кама.
По данным геоинформационной системы водохозяйственного районирования территории РФ, подготовленной Федеральным агентством водных ресурсов:
- Код водного объекта в государственном водном реестре — 10010100112111100003444
- Код по гидрологической изученности (ГИ) — 111100344
- Код бассейна — 10.01.01.001
- Номер тома по ГИ — 11
- Выпуск по ГИ — 1